# Аджи В. Н.
Аджи В. Н. (Aji V.N., род. 1968, Керала, Индия) — современный нидерландско-индийский художник, живущий и работающий в Роттердаме.

## Биография
Аджи В. Н. родился в 1968 в штате Керала, Индия. Учился в Колледже изобразительных искусства в Тривандрум и в Колледже искусств в Дели. В 2001—2002 получил грант Фонда визуальных искусств в Нидерландах. Художник живёт в Роттердаме.

## Творчество
Аджи В. Н. создаёт работы, используя следующие средства: чёрный уголь на цветной бумаге, акварель. Изображения варьируются от фигуративных до абстрактных. Он рисует разные типы картин, например, портреты и морские пейзажи. Аджи В. Н. хорошо детализирует свои произведения .

## Выставки
Персональные выставки
- 1995 Galerie Schoo, Амстердам
- 1998 Foundation for Indian Artists Gallery, Амстердам
- 2000 Foundation for Indian Artists Gallery, Амстердам
- 2007 Mirchandani+Steinrücke Gallery, Мумбаи
- 2009 Nature Morte, New Delhi; Mirchandani+Steinrücke Gallery, Мумбаи
- 2013 Aji V.N. Tekeningen. Stedelijk Museum Schiedam[нидерл.], Нидерланды
- 2017 Aji V.N. New Oils on Canvas. Mirchandani+Steinrücke Gallery, Мумбаи

А также выставлялся в целом ряде групповых выставок в Индии, Нидерландах, Австрали и других странах.